# Himantoglossum
Himantoglossum L., 1753 es un género de orquídeas con varias especies monopodiales y terrestres en la subtribu Orchidinae. Se encuentran en Europa y en la región Mediterránea.

## Lista de especies deHimantoglossum
A continuación se brinda un listado de las especies del género Himantoglossum aceptadas hasta mayo de 2011, ordenadas alfabéticamente. Para cada una se indica el nombre binomial seguido del autor, abreviado según las convenciones y usos y la publicación válida.
1. Himantoglossum adriaticum H.Baumann, Orchidee (Hamburg) 29: 171 (1978).
2. Himantoglossum affine (Boiss.) Schltr., Repert. Spec. Nov. Regni Veg. 15: 287 (1918).
3. Himantoglossum calcaratum (Beck) Schltr., Repert. Spec. Nov. Regni Veg. Sonderbeih. A 1: 145 (1927).
4. Himantoglossum caprinum (M.Bieb.) Spreng., Syst. Veg. 3: 694 (1826).
5. Himantoglossum formosum (Steven) K.Koch, Linnaea 22: 287 (1849).
6. Himantoglossum hircinum (L.) Spreng., Syst. Veg. 3: 694 (1826).
7. Himantoglossum montis-tauri Kreutz & W.Lüders, J. Eur. Orch. 29: 655 (1997).